# Mangapet
Mangapet är en ort i Indien.   Den ligger i distriktet Warangal och delstaten Telangana, i den centrala delen av landet, 1 200 km söder om huvudstaden New Delhi. Mangapet ligger 80 meter över havet och antalet invånare är 20 000.
Terrängen runt Mangapet är huvudsakligen platt, men åt sydost är den kuperad. Runt Mangapet är det ganska glesbefolkat, med 42 invånare per kvadratkilometer. Det finns inga andra samhällen i närheten. Trakten runt Mangapet består i huvudsak av gräsmarker.